# Senterpartiet
Norweska Partia Centrum (Senterpartiet, Sp) – norweska partia agrarystyczna o poglądach centrowych. Założona w 1920. Do 1959 partia nosiła nazwę Bondepartiet (Partia Chłopska).
Sp nie bazuje na żadnej z wielkich ideologii XIX i XX wieku, ale skupia się na zdecentralizowanym rozwoju ekonomicznym. Od 1972 partia jest jednym z głównych przeciwników wstąpieniu Norwegii do Unii Europejskiej.
Partia Centrum wspierała zarówno socjalistyczne, jak i niesocjalistyczne rządy; pomiędzy 1930 a 2000 brała udział w siedmiu gabinetach, trzy z nich tworzyli premierzy z Sp. Do czasu wyborów parlamentarnych w 2005 Senterpartiet brała udział tylko w niesocjalistycznych gabinetach.
W ciągu ośmiu dekad od utworzenia Partii Centrum, jako politycznej frakcji norweskiej organizacji rolniczej, Sp zmieniła się diametralnie. Kilka lat po powstaniu, oddzieliła się od swojej organizacji macierzystej i rozpoczęła propagowanie działalności politycznej opartej na decentralizacji, oddalając się ideologicznie od innych ugrupowań agrarnych w Europie.
Po wyborach parlamentarnych w 2005 Senterpartiet zawiązała koalicję rządową z Norweską Partią Pracy (DnA) i Sosialistisk Venstreparti (SV), będąc tzw. zieloną częścią Czerwono-Zielonej Koalicji. Udało jej się zapewnić sobie większość w parlamencie norweskim. Premierem został Jens Stoltenberg z DnA, a Sp weszła w skład jego gabinetu, obejmując 17 października 2005 cztery ministerstwa. W wyborach parlamentarnych w 2009 rządząca centrolewicowa koalicja utrzymała większość miejsc w parlamencie. Sp uzyskała 11 mandatów w Stortingu. W 2013 znalazła się w opozycji.
Wyniku wyborów w 2021, Senterpartiet uzyskało 28 mandatów w parlamencie. Z tego powodu razem z Partia Pracy utworzyli rząd mniejszościowy.

## Przywódcy partii
- Johan Mellbye 1920–1921
- Kristoffer Høgset 1921–1927
- Erik Enge 1927–1930
- Jens Hundseid 1930–1938
- Nils Trædal 1938–1948
- Einar Frogner 1948–1954
- Per Borten 1955–1967
- John Austrheim 1967–1973
- Dagfinn Vårvik 1973–1977
- Gunnar Stålsett 1977–1979
- Johan Jakobsen 1979–1991
- Anne Enger Lahnstein 1991–1999
- Odd Roger Enoksen 1999–2003
- Åslaug Haga 2003–2008
- Lars Peder Brekk (p.o.) 2008
- Liv Signe Navarsete od 2008–2014
- Trygve Slagsvold Vedum od 2014

## Udział w rządach
Gabinety tworzone przez premierów z Senterpartiet:
- Rząd Pedera Kolstada 1930–1931 (rząd mniejszościowy)
- Rząd Jensa Hundseida 1931–1932 (rząd mniejszościowy)
- Rząd Pera Bortena 1965–1971 (koalicja Sp, Høyre, KrF i Venstre)

Gabinety tworzone przez premierów z innych partii:
- Rząd Larsa Korvalda (KrF), 1972–1973 (koalicja KrF, Sp i Venstre)
- Rząd Kåre Willocha (Høyre), 1983–1986 (koalicja Høyre, KrF i Sp)
- Rząd Jana P. Syse (Høyre), 1989–1990, (koalicja Høyre, KrF i Sp)
- Pierwszy rząd Kjella Magne Bondevika (KrF), 1997–2000 (rząd mniejszościowy – koalicja KrF, Sp i Venstre)
- Drugi rząd Jensa Stoltenberga (DnA), 2005–2014 (koalicja DnA, Sp i SV)
- Pierwszy rząd Jonasa Større (AP), 2021- (koalicja AP oraz SP)[2]